# Solskin om bord
Solskin om bord er en dansk sang fra 1951 med tekst af Arvid Müller og melodi af Hans Schreiber efter forlæg af Cy Cobens og Charles Randolph Greans Sweet Violets. Som det engelske forlæg lægger de enkelte linjer i sangen op til mere eller mindre frække rim, som ikke kommer, men erstattes af anden tekst.
Nummeret blev først fremført i Burlesque Revyen i 1951, og blev et hit for Frandsen-Trioen.